# Jeg er havren
"Jeg er havren" er en dansk sang fra 1916 med tekst af Jeppe Aakjær; der er flere melodier til den, men den gængse melodi er af Aksel Agerby. 
I Danmark er sangen ganske udbredt og findes i populære danske sangbøger.

## Tekst
Aakjær skrev digtet den 8. maj 1916 og det udkom i samlingen Vejr og Vind og Folkesind samme år.
Her var titlen blot "Havren".
I dets oprindelige version var digtet på 12 strofer, mens nyere udgivelser forkorter digtet.
I digtet lader Aakjær digterjeget være kornsorten havre med naturbeskrivelser, både af det kultiverede danske landskab og af den vilde natur.
Sange om havre har været langt mindre udbredte end sange om rug.

## Melodi
Agerbys melodi er fra samme år som teksten.
Agerby døde i 1942, så melodien er ikke længere under ophavsret.

## Udgivelser
Aakjærs digtsamling Vejr og Vind og Folkesind med "Jeg er havren" som det sidste digt i bogen udkom på Gyldendalske Boghandel Nordisk Forlag i 1916. Digtsamlingen er indskannet af Det kongelige Bibliotek og gjort tilgængelig fra deres hjemmeside.
"Jeg er havren" er nummer 343 i Højskolesangbogens 19. udgave.

## Indspilninger
I en tv-optagelse fra 2. april 2017 og med et arrangement af Phillip Faber sang Dúné-forsangeren Mattias Kolstrup "Jeg er havren" med DR Pigekoret akkompagneret af violinisten Rune Tonsgaard Sørensen og Faber på klaver.
Bo Holtens danske kor Musica Fictas indspillede "Jeg er havren" i forbindelse med deres udgivelsesrække Den danske sangskat hvor den findes på albummet Sange fra det 20. århunderede.
Sopranen Malene Nordtorp synger et soloparti.
Til tv-udsendelserækken Hun roder med den danske sangskat arrangerede DR Big Bands chefdirigent Miho Hazama en instrumentaludgave af "Jeg er havren".
Andre jazz-orienterede og instrumentale indspilninger er en med Henrik Metz støttet af Niels-Henning Ørsted Pedersen og Fredrik Lundin
og en med Helle Lund Trio støttet af Hans Ulrik.
En ældre optagelse udgivet på 78'er med Hans Meyer Petersen og M. Klitgaard findes på Internet Archive.
I 1975 udgav det dansk pop-rock-gruppe Shu-Bi-Dua nummeret "Jeg er fluen" på Shu-bi-dua 2, som er en parodi på sangen. Atypisk for gruppens numre er det Bosse Hall Christensen, der synger i stedet for deres normale forsanger Michael Bundesen.

## Ekterne henvisninger
- Jeg er havren. Jeg har bjælder på, Sanghåndbogen online.
- Havren, Arkiv for Dansk Litteratur
- Havren, kalliope.org